# La Vellés
La Vellés è un comune spagnolo di 563 abitanti situato nella comunità autonoma di Castiglia e León.